# Louis-Charles Crespin
Pour les articles homonymes, voir Crespin.
Ne doit pas être confondu avec Adolphe Crespin.
Louis-Charles Crespin, né à Bruxelles le 2 août 1892 et mort à Saint-Josse-ten-Noode le 30 mars 1953, est un peintre belge.

## Biographie
Membre du Cercle artistique et littéraire de Bruxelles ainsi que de la Société royale des beaux-arts, chevalier de l'Ordre de la Couronne et commandeur de l'Ordre du Saint-Sépulcre, il expose, entre autres, au Cercle artistique de Bruxelles, à Paris, à la Royal Academy et dans de nombreuses villes européennes.
Ses œuvres sont conservées aux musées d'art de Bruxelles, Saumur, Berne et dans des collections privées.
On lui doit aussi des peintures de vitraux. Dont certains de l'église Notre-Dame du Sablon de Bruxelles, de la basilique de Koekelberg et une série de vitraux armoriés en la chapelle Notre-Dame d'Argenteuil d'Ohain à Lasne commandés par les troisièmes, quatrièmes et cinquièmes générations de la famille de Meeûs d'Argenteuil. Il dessine également le vitrail du monument commémorant les victimes de la tuerie de Courcelles.

## Distinction
- Chevalier de l'ordre de Léopold (8 janvier 1948)[2].